# Parammoecius asphaltinus
Parammoecius asphaltinus är en skalbaggsart som beskrevs av Friedrich Anton Kolenati 1846. Parammoecius asphaltinus ingår i släktet Parammoecius och familjen Aphodiidae. Inga underarter finns listade i Catalogue of Life.